# Bacopa albida
Bacopa albida är en grobladsväxtart som först beskrevs av Francis Whittier Pennell, och fick sitt nu gällande namn av Standley. Bacopa albida ingår i släktet tjockbladssläktet, och familjen grobladsväxter. Inga underarter finns listade i Catalogue of Life.